# Sanne van Olphen

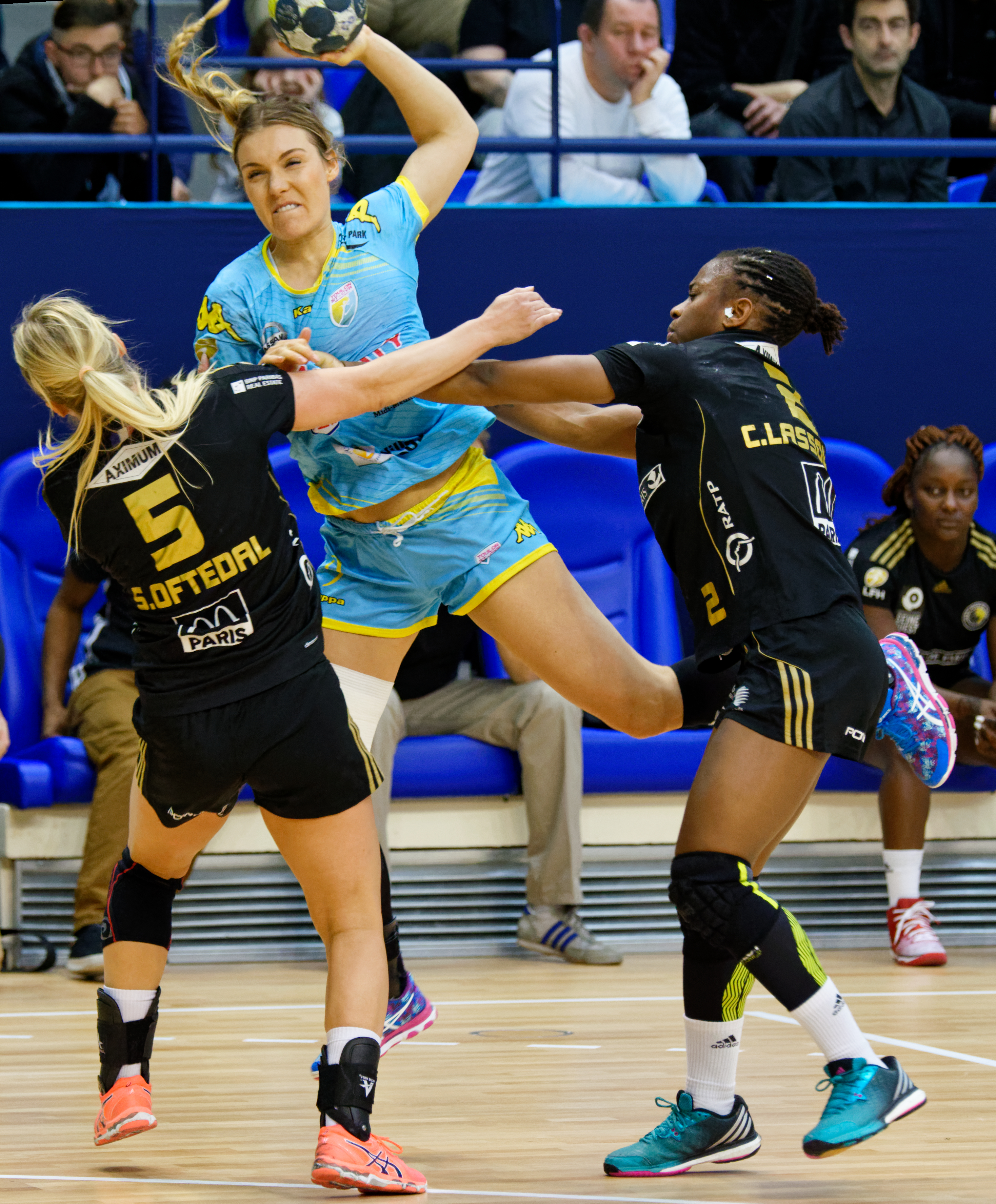
Sanne van Olphen au tir avec Toulon face au Issy Paris Hand, le 7 mai 2017.

Sanne Chloe van Olphen, née le 13 mars 1989 à La Haye, est une joueuse internationale néerlandaise de handball, évoluant au poste d'arrière gauche. 
En décembre 2015, elle crée la surprise avec les Pays-Bas en atteignant la finale du championnat du monde, perdue face à la Norvège,.

## Biographie
En 2014, elle quitte le club danois de Sønderjysk EH pour rejoindre Toulon Saint-Cyr Var Handball pour occuper le poste d'arrière gauche au côté de Marie-Paule Gnabouyou.
À l'été 2017, elle s'engage avec le club danois de Viborg HK. À l'issue de la saison 2017-2018, elle met un terme à sa carrière.
En 2019, il signe un contrat de 2 ans au Mérignac Handball qui retrouve le championnat de France. A l'issue de la saison 2020-2021, après avoir assuré le maintien du club dans l'élite, Sanne décide de prendre sa retraite sportive.

### Vie privée
Son père, Patrick (nl), et son oncle, Fabian (de), sont également handballeurs de haut niveau.

## Palmarès

### En club
compétitions nationales
- finaliste de la coupe de France en 2016 (avec Toulon Saint-Cyr)

### En sélection
championnat du monde
- finaliste du championnat du monde 2015 au Danemark
- 13e place au championnat du monde 2013 en Serbie[9]

championnat d'Europe
- finaliste du championnat d'Europe 2016 en Suède
- 7e place au championnat d'Europe 2014

Jeux olympiques
- 4e place aux Jeux olympiques 2016 à Rio de Janeiro